# Caradrina amseli
Caradrina amseli är en fjärilsart som beskrevs av Charles Boursin 1936. Caradrina amseli ingår i släktet Caradrina och familjen nattflyn, Noctuidae. Inga underarter finns listade i Catalogue of Life.